# 女番長
『女番長』（スケバン）は、1973年1月13日に公開された日本映画。『女番長シリーズ』第4作。

## キャスト
- 関東小政：杉本美樹
- 盛装の鈴江：渡辺やよい
- 淫奔のラン子：丘ナオミ
- お祭りの桃子：西来路ひろみ
- ゴロメン燎子：衣麻遼子
- カズミ：岡邦子
- 律子：風間千代子
- ミネ：女屋実和子
- 盛装の鈴江：太田美鈴
- 友江：ひろみどり
- ユキ：城恵美
- 律子：碧川ジュン
- カズミ：一の瀬レナ
- ミネ：須藤リカ
- 不良娘：堀陽子
- 手代木達夫：宮内洋
- 修司：成瀬正孝
- 淀博丈：天津敏
- 佐竹：汐路章
- 二官昌三：遠藤辰雄
- 二官文子：三原葉子
- 二官秀昭：新田章
- 坂東：名和宏
- 巡査：大泉滉
- 和男：剱健伍
- 三神：内田勝正
- 尾崎：高並功
- 生駒：丘路千
- 片岡：蓑和田良太
- 子分：秋山勝俊、志茂山高也、白井孝史
- 護送車の警官：鈴木康弘、波多野博
- 一郎の舎弟：小坂和之
- 秦野(派出所巡査)：矢野幸男
- ボーイ：山下義明
- 警官：加藤匡志
- ゴキブリの一郎：荒木一郎
- 学ラン摩耶：池玲子

以下ノンクレジット
- 靴磨きの客：金子信雄

## 主題歌
- 主題歌「女番長流れ者」ビクターレコード

作詞：すずきすずか　作曲：水木京子　唄：杉本美樹
- 挿入歌「兄妹」コロムビアレコード

作詞：梶野真澄　作編曲：桜田誠一　唄：西来路ひろみ
- 劇中歌「練鑑ブルース（ネリカン・ブルース）」の替え歌

クレジットなし。冒頭の場面、護送車に乗せられた少女たちが歌う。

## スタッフ
- 企画 - 天尾完次
- 脚本 - 大原清秀、皆川隆之、鈴木則文
- 撮影 - 増田敏雄
- 照明 - 和多田弘
- 録音 - 堀場一朗
- 美術 - 雨森義允
- 音楽 - 八木正生
- 編集 - 堀池幸三
- 助監督 - 皆川隆之
- 記録 - 牧野淑子
- 装置 - 吉岡茂一
- 装飾 - 松原邦四郎
- 美粧結髪 - 東和美粧
- スチール - 諸角義雄
- 演技事務 - 伊駒実麿
- 衣装 - 豊中健
- 擬斗 - 三好郁夫
- 進行主任 - 長岡功
- 監督 - 鈴木則文